# 代田 (世田谷区)
代田（だいた）は、東京都世田谷区の町名。現行行政地名は代田一丁目から代田六丁目。住居表示実施済区域。

## 地理
世田谷区の北部に位置し、同区北沢地域に属する。北で大原、東で北沢・代沢、南で若林、西で松原 ・羽根木・梅丘と接する。

### 概要
北沢川が地区南部を西から東に流れるが暗渠化されている。地形は北沢川に向かって下る傾向があるが、北端の六丁目には南北に長い窪地があり、東西それぞれに上がる傾向も見られる。
若林、世田谷との結びつきの強い一丁目、代田八幡宮、世田谷代田駅がある二丁目、三丁目、羽根木公園があり、梅丘、松原との結びつきの強い四丁目、北沢との結びつきの強い五丁目、六丁目と様々な側面を持ち、区域内の一体としての印象は希薄さが見られる。
環状7号線、梅丘通りに沿った路線商業地、下北沢駅に近い近隣商業地などの商業地の他に共同住宅地、戸建住宅地等が混在している。

### 河川
- 北沢川 - 暗渠化されている。

### 地価
住宅地の地価は、2025年（令和7年）1月1日の公示地価によれば、代田1-27-20の地点で79万7000円/m2、代田2-23-16の地点で88万5000円/m2、代田5-17-21の地点で88万7000円/m2となっている。

## 歴史
代田の町としての始まりは、天正18年（1590年）、後北条氏が豊臣秀吉との戦いで負け（小田原征伐）、北条側であった世田谷城城主吉良氏朝が上総国に逃れた後、その家臣の代田七人衆（秋元・大場・齋田(当時より二家系有)・清水・柳下・山田）がこの地に帰農、現在の代田1〜3丁目付近を開墾したのが始まりと伝えられている。
元々、代田という地域名(呼び名)は現在の代沢の一部、大原をも含む範囲を指す概念であった。新編武蔵風土記稿には代田村について「東は下北沢村ならびに上目黒・池尻の三村にとなり、西は松沢村・赤堤村に接し、南は若林・三宿・太子堂の三村に及び、北は多磨郡和泉村及び豊嶋郡幡ヶ谷村の境につらなれり。東西十丁余・南北十五六丁。東より北のかたへ釣ばりの如く横たはられり」と記述されている。
その後町村制の施行に伴い、明治22年に世田ヶ谷村が発足し、代田は世田ヶ谷村の大字となった。逓信協会による大正14年発行の荏原郡世田ヶ谷町の地図によれば、少なくともこの時点で東側は飛び地となっており、この飛び地との間で下北沢村の元々の中心部（現在の代沢三丁目、五丁目付近）を東西から挟み込むような形であった。その後、甲州街道に接する大原が独自の発展をし、昭和7年の世田谷区の発足時に代田と別れて大原町となった。この時東の飛び地も下代田町となっている。昭和39年の住居表示の実施の際には、境界の整理(環状七号線より西且つ京王井の頭線より北の部分が羽根木一丁目に編入され、羽根木町のうち井の頭線東松原-新代田間よりも南の部分が代田四丁目に編入され、かつて羽根木町の飛び地であった部分の一部(現在の羽根木公園の西側)が松原四丁目から代田四丁目に編入された)が行われ現在の形となった。
旧版地図等によると、小田急線、井の頭線、現在の環状7号線の開通を契機に世田谷代田駅、新代田駅周辺を中心に宅地化が進んでいった。第二次世界大戦末期に世田谷代田～代田二丁目（新代田）に車両搬出入用の線路（代田連絡線）が一時敷設されたことがあるが、それ以後の急速な宅地化の影響により連絡線の痕跡などは一切残っていない。

### 地名の由来
地名は、巨人伝説に由来するという説がある。昔この辺りには大きな窪地があったが、それが想像上の巨人「ダイダラボッチ」の歩いた足跡だ、というものである。
柳田國男は著書『ダイダラ坊の足跡』（1927年（昭和2年））の中で、「代田村」の名の由来について次のように考察している。
2021年に完成した世田谷代田駅の駅前広場は巨大な足跡の意匠を採り入れているが、この伝承にちなんだものである。

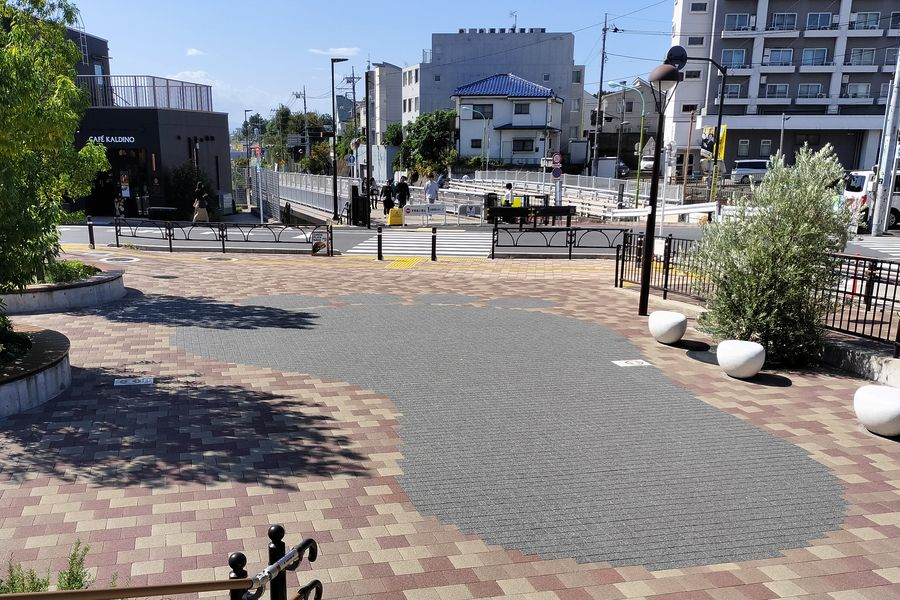
世田谷代田駅前広場

## 世帯数と人口
2025年（令和7年）1月1日現在（世田谷区発表）の世帯数と人口は以下の通りである。
| 丁目       | 世帯数     | 人口     |
| ---------- | ---------- | -------- |
| 代田一丁目 | 2,294世帯  | 3,902人  |
| 代田二丁目 | 2,039世帯  | 3,450人  |
| 代田三丁目 | 3,288世帯  | 5,580人  |
| 代田四丁目 | 2,385世帯  | 3,928人  |
| 代田五丁目 | 2,181世帯  | 3,340人  |
| 代田六丁目 | 2,248世帯  | 3,565人  |
| 計         | 14,435世帯 | 23,765人 |

### 人口の変遷
国勢調査による人口の推移。
| 年                 | 人口   |
| ------------------ | ------ |
| 1995年（平成7年）  | 21,220 |
| 2000年（平成12年） | 22,315 |
| 2005年（平成17年） | 22,645 |
| 2010年（平成22年） | 22,583 |
| 2015年（平成27年） | 22,727 |
| 2020年（令和2年）  | 23,833 |

### 世帯数の変遷
国勢調査による世帯数の推移。
| 年                 | 世帯数 |
| ------------------ | ------ |
| 1995年（平成7年）  | 11,103 |
| 2000年（平成12年） | 12,565 |
| 2005年（平成17年） | 13,080 |
| 2010年（平成22年） | 13,182 |
| 2015年（平成27年） | 13,202 |
| 2020年（令和2年）  | 14,175 |

## 学区
区立小・中学校に通う場合、学区は以下の通りとなる（2024年8月現在）。
| 丁目       | 番地    | 小学校       | 中学校       |
| ---------- | ------- | ------------ | ------------ |
| 代田一丁目 | 全域    | 代沢小学校   | 富士中学校   |
| 代田二丁目 | 全域    | 代田小学校   | 富士中学校   |
| 代田三丁目 | 全域    | 山崎小学校   | 世田谷中学校 |
| 代田四丁目 | 全域    | 代田小学校   | 梅丘中学校   |
| 代田五丁目 | 1～30番 | 代田小学校   | 梅丘中学校   |
| 代田五丁目 | その他  | 下北沢小学校 | 北沢中学校   |
| 代田六丁目 | 全域    | 下北沢小学校 | 北沢中学校   |

## 交通

### 鉄道
| 街区内の駅                                                          |
| ------------------------------------------------------------------- |
| 京王井の頭線 - 新代田駅(IN 06) 小田急小田原線 - 世田谷代田駅(OH 08) |

鉄道の駅は、小田急小田原線世田谷代田駅、京王井の頭線新代田駅が設置されている（京王線代田橋駅は大原に所在）。

### 道路
- 環七通りｰｰｰ南北に通る。
- 梅丘通り ｰｰｰ 東西に通る。

環七通りと区道が交わる宮前橋交差点は交通事故（人身事故）が多く、例年、危険な交差点ランキング上位に顔を見せることがある。

### バス
環七通り上の路線は新代田駅を境に北側が都営バス（宿91系統・新宿駅方面）、南側が東急バス（森91系統・大森駅方面）に分かれる。
梅丘通り上には小田急バス（渋54系統・渋谷駅 - 経堂駅）が運行している。

## 経済

### 事業所
2021年（令和3年）現在の経済センサス調査による事業所数と従業員数は以下の通りである。
| 丁目       | 事業所数  | 従業員数 |
| ---------- | --------- | -------- |
| 代田一丁目 | 103事業所 | 811人    |
| 代田二丁目 | 75事業所  | 417人    |
| 代田三丁目 | 100事業所 | 684人    |
| 代田四丁目 | 90事業所  | 520人    |
| 代田五丁目 | 90事業所  | 824人    |
| 代田六丁目 | 102事業所 | 664人    |
| 計         | 560事業所 | 3,920人  |

#### 事業者数の変遷
経済センサスによる事業所数の推移。
| 年                 | 事業者数 |
| ------------------ | -------- |
| 2016年（平成28年） | 523      |
| 2021年（令和3年）  | 560      |

#### 従業員数の変遷
経済センサスによる従業員数の推移。
| 年                 | 従業員数 |
| ------------------ | -------- |
| 2016年（平成28年） | 3,381    |
| 2021年（令和3年）  | 3,920    |

### 産業
企業
- うなぎ書房
- 京王電鉄代田変電所
- 信濃屋
- 新代田駅前郵便局（日本郵政グループ）
- 日産東京販売環七世田谷店
- サンカツ酒店 - 昭和4年創業。旧名 三勝酒店。この地に住んだ著名人の自宅の向こう三軒、若しくは、御用聞きであった事から、萩本欽一やタモリ等、芸能人の話に登場する。

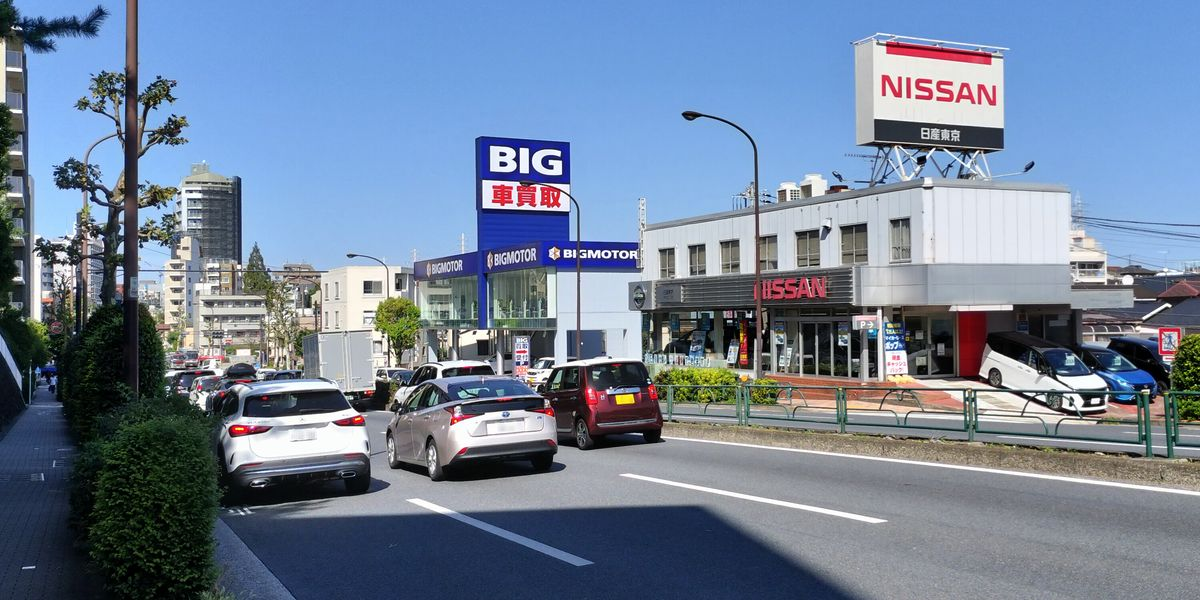
環七通り沿いの自動車販売店（2023年10月）

## 名跡・施設等
- 円乗院･･･代田七人衆により創建
- 代田八幡宮･･･上記同衆により創建
- 代田不動尊
- 三峯神社
- 世田谷区立代田図書館
- 世田谷区立梅丘図書館 (四丁目)
- 世田谷区代田地区会館
- 下北沢成徳高等学校
- 世田谷区立代田小学校
- 世田谷区立代沢小学校（仮校舎）
- 中原幼稚園
- 代田幼稚園
- 羽根木子ども園
- 羽根木公園
- 北沢川緑道
- 世田谷区北沢地域公園管理事務所
- 日本キリスト教団代田教会
- 日本キリスト教団梅ケ丘教会
- 日本宣教會代田教會
- 天理教代田教会
- 齋田記念館

## 出身・ゆかりのある人物
- 藤村美樹（キャンディーズ）（歌手） - 実家があった。
- 笹川博義（衆議院議員）[20]
- 金子盾城（医師、医学者） - 戦後肺結核診察の権威
- 鈴木三郎左衛門（国光生命保険取締役）
- 齋田萬蔵（地主、東京府多額納税者、農業）

### 居住者
- 古関裕而（作曲家）
- 服部克久（作曲家）
- 服部隆之（作曲家）
- 斎藤茂吉（精神科医、詩人） - 1947年（昭和22年）、代田に転入、3年後に新宿区大京町に移るまでをこの地で暮らした[21]。
- 萩本欽一（コメディアン） - 一時期住んでいた。
- なべおさみ（コメディアン） - 一時期住んでいた。
- タモリ（コメディアン） - 一時期住んでいた。
- 舛添要一（元厚生労働大臣・元都知事）
- 松島瀧三（日本毛皮革代表）
- 萩原朔太郎（詩人）
- 中島みゆき（歌手）
- 山本政喜（英文学者、翻訳家）

## 舞台となった作品
- 『silent』：世田谷代田駅周辺一帯

## その他

### 日本郵便
- 郵便番号 : 155-0033[2]（集配局 : 世田谷郵便局[22]）。